# Thimo Meitner

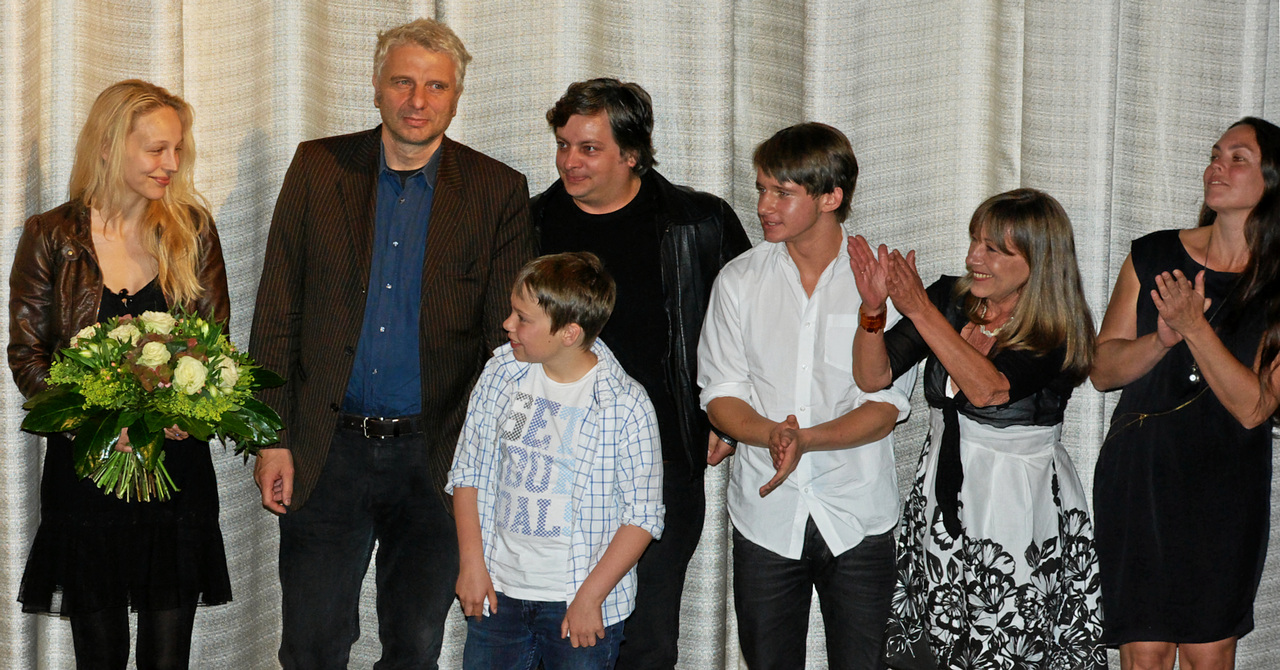
Thimo Meitner (dritter von rechts) bei der Premiere von Das geteilte Glück auf dem Filmfest München 2010 mit den Schauspielern Petra Schmidt-Schaller, Udo Wachtveitl, Andreas Warmbrunn (vorne), Rüdiger Klink, Ruth Wohlschlegel und Kathrin Freundner

Thimo Meitner (* 13. Februar 1994 in Stuttgart) ist ein deutscher Schauspieler.

## Leben und Karriere
Meitner kam mit dem Schauspielfach zum ersten Mal in Berührung, als ihn seine Eltern im Alter von sieben Jahren, ohne sein Wissen, bei der ZDF-Fernsehshow Lass Dich Überraschen mit Thomas Ohrner bewarben. Dort durfte er sein damaliges Idol Jan Fedder, den Darsteller des Dirk Matthies in der ARD-Vorabendserie Großstadtrevier treffen. Von dort an war Meitners Interesse am Schauspielfach geweckt. So besuchte er im Jahre 2004 den Kinderspielclub der Württembergischen Landesbühne Esslingen und spielte dort ein Jahr lang.
Nach einem erfolgreichen Casting spielte er von 2005 bis 2007 in der Kinder- und Jugendfernsehserie Ein Fall für B.A.R.Z. die Rolle des Zettel. Seither folgten mehrere TV-Rollen, unter anderem in dem Film Das geteilte Glück (2009), der 2010 als bester Fernsehfilm bei den Filmfestspielen Biberach ausgezeichnet wurde. Des Weiteren übernahm er Rollen in Fernsehserien wie SOKO München und SOKO Stuttgart sowie in Kurzfilmen.
2012 absolvierte Meitner das Abitur am Georgii-Gymnasium in Esslingen am Neckar. Von Oktober 2013 bis 2017 studierte er Schauspiel an der Hochschule für Schauspielkunst „Ernst Busch“ Berlin.
Von 2017 bis 2021 spielte er in der ZDF-Krimireihe Der Alte als Lenny Wandmann nach dem altersbedingten Austritt  Michael Andes neben Stephanie Stumph und Ludwig Blochberger den dritten Co-Ermittler an der Seite des Alten Jan-Gregor Kremp. Lenny Wandmann war jedoch kein Kommissar, sondern Informatiker mit Asperger-Syndrom, dessen Aufgaben im Recherchebereich und der Analyse von EDV-Daten lagen.

## Filmografie
- 2005–2008: Ein Fall für B.A.R.Z. (Fernsehserie, alle Folgen)
- 2010: Das geteilte Glück
- 2012: Ian (Kurzfilm)
- 2013–2018: SOKO München (Fernsehserie, 3 Folgen, verschiedene Rollen)
- 2013: Erste Liga (Kurzfilm)
- 2013: SOKO Köln (Fernsehserie, Folge: Der Kinderzimmermillionär)
- 2013: SOKO Stuttgart (Fernsehserie, Folge: Amnesie)
- 2014: SOKO Leipzig (Fernsehserie, Folge: Irre)
- 2014: Sub Rosa
- 2016: X Company (Fernsehserie)
- 2017: Wait for me (Kurzfilm)
- 2017: Wishlist (Webserie)
- 2017–2024: WaPo Bodensee (Fernsehserie, 2 Folgen, verschiedene Rollen)
- 2017–2021: Der Alte (Fernsehserie, 36 Folgen)
- 2018: In aller Freundschaft (Fernsehserie, Folge: Gegen jede Vernunft)
- 2018: Kaisersturz
- 2018: 8 Tage (Miniserie)
- 2019: Die Neue Zeit (Miniserie)
- 2019: Brecht (Zweiteiler)
- 2020: Babylon Berlin (Fernsehserie, 6 Folgen)
- 2021: Charité (Fernsehserie, 6 Folgen)
- 2022: Das Wunder von Kapstadt
- 2023: Bettys Diagnose (Fernsehserie, Folge: Hängepartie)
- 2023: Theresa Wolff – Der Thüringenkrimi (Fernsehreihe, Episode: Der schönste Tag)
- 2024: Ein Sommer im Schwarzwald (Fernsehreihe)
- 2024: Die Bergretter (Fernsehserie, Folge: Abschiedsschmerz)
- 2024: Gotteskinder
- 2024: München Mord: Die indische Methode (Fernsehreihe)
- 2025: Aktenzeichen XY … ungelöst

## Theater
- 2004: Württembergische Landesbühne Esslingen (Die Vorstadtkrokodile von Max von der Grün)
- 2009/2010: Staatstheater Stuttgart (Produkt ICH. Regie: Daniela Urban und Jan Krauter.  Rolle: Ich)
- 2010/2011: Staatstheater Stuttgart (Kapitulation. Regie: Daniel Förster, Rolle: Herr Schengener)
- 2013: Das weite Theater Berlin (Der Teufel mit den drei goldenen Haaren. Rolle: Goldjunge)
- 2015: Berliner Arbeiter-Theater (Werther von J. W. v. Goethe. Regie: Kieran Joel, Rolle: Wertherfan)
- 2016: Berliner Arbeiter-Theater (Unschuld von D. Loher, Regie: Ariane Kareev, Rolle: Elisio)
- 2016: Schaubühne Berlin (Die Mutter von B. Brecht, Regie: Peter Kleinert, Rolle: Nikolai Iwanowitsch Wessowtschikow)

## Hörspiele
- 2015: Barbara Kenneweg: Krieg der Söhne – Regie: Barbara Kenneweg (Hörspiel – RBB)